# Božo Biškupić
Božo Biškupić (Mala Mlaka nedaleko Zagreba, 26. travnja 1938.), hrvatski političar, pravnik, muzeolog. Bivši je ministar kulture u Vladi Republike Hrvatske. Tu je dužnost obavljao u Vladi premijera Mateše od 1995. do 2000. godine, Ive Sanadera od 2003. do 2009., te Jadranke Kosor od 2009. do 2010. godine. Ministar je s najdužim stažem u nekoj hrvatskoj vladi, te je dužnost ministra obnašao ukupno 11 godina i 87 dana.
Diplomirao je na Pravnom fakultetu u Zagrebu. Magistrirao je muzeologiju na postdiplomskom studijom bibliotekarstva, dokumentacije i informacijskih znanosti. Dokumentarno je obradio opuse uglednih hrvatskih umjetnika i objavljivao u stručnim časopisima. 1964. godine osnovao Zbirku Biškupić. Neko vrijeme je radio i u odvjetničkom uredu. Bio je urednikom likovnih izdanja u Nacionalnoj i sveučilišnoj knjižnici, likovnih monografija u Grafičkom zavodu Hrvatske.
Visoko je rangirani dužnosnik HDZ-a. Obnaša dužnost međunarodnog tajnika stranke. Od 1993. do 1995. bio je zamjenik gradonačelnika grada Zagreba. Na  izborima 2000., 2003. godine, 2007. godine izabran je za zastupnika u Hrvatski sabor. Od 23. prosinca 2003. obnašao je dužnost ministra kulture. 12. siječnja 2008. potvrđen na toj dužnosti. Nakon što je Jadranka Kosor nasljedila Ivu Sanadera na dužnosti predsjednice Vlade, Božo Biškupić je zadržao je resor kulture u novoj Vladi.
Dana 29. prosinca 2010. smijenjen je s položaja ministra kulture.

## Poveznice
- Vlada Republike Hrvatske

## Vanjske poveznice
- Životopis na www.vlada.hr  Arhivirana inačica izvorne stranice od 9. rujna 2006. (Wayback Machine)